# Cynthia Bauerle
Cynthia M. Bauerle es una bióloga molecular estadounidense y administradora universitaria. Es la decana de la Facultad de Ciencias y Matemáticas de la Universidad James Madison.

## Educación
Bauerle es de Charlottesville, Virginia. Completaron una licenciatura en biología en la Universidad de Virginia y un doctorado en biología molecular en la Universidad de Wisconsin–Madison. Bauerle fue becaria postdoctoral en la Universidad de Oregón, donde trabajó en investigación en   biología molecular. Fue becaria Fulbright en la Universidad de Dar es-Salaam de 1999 a 2000.

## Carrera profesional
Bauerle, bióloga molecular, fue profesora de biología y estudios de la mujer en la Universidad de Hamline durante 12 años antes de unirse a Spelman College, donde fue profesora y directora del departamento de biología. Posteriormente,  se trasladó al Instituto Médico Howard Hughes (HHMI) durante siete años como oficial sénior de programas y, más tarde, como subdirectora de Educación Científica Preuniversitaria y de Pregrado. También fue subdirectora de educación científica de pregrado y posgrado en el HHMI. Administró la cartera de subvenciones, becas e iniciativas especiales de educación científica. Bauerle supervisó iniciativas multiinstitucionales para mejorar la educación científica y la persistencia de los estudiantes en STEM y coordinó el proyecto NEXUS. El 1 de julio de 2016 se convirtió en profesora de biología y decana de la Facultad de Ciencias y Matemáticas de la Universidad James Madison, sucediendo a David Brakke.

## Vida personal
Bauerle se identifica como género-queer. Es madre y está en una relación multirracial y del mismo sexo.